# Тамзин Мерчант
Тамзин Мерчант (енгл. Tamzin Merchant; Хејвардс Хит, 4. март 1987) енглеска је глумица, најпознатија по улогама Џорџијане Дарси у филму Гордост и предрасуда (2005), Катарине Хауард у ТВ серији Тјудори (2009−2010) и Ен Хејл у ТВ серији Салем (2014−2017). Ауторка је дечје књиге Шеширџије (2021). Дипломирала је на Колеџу Хомертон Универзитета у Кембриџу.